# Paint Box
A Pink Floyd Paint Box című dala 1967. november 18-án jelent meg az Apples and Oranges című kislemez B-oldalán. Ez volt Richard Wright első dala, amit a zenekar kiadott. Az 1971-es Relics című válogatásalbumon Paintboxként szerepelt.

## Közreműködők
- Syd Barrett – akusztikus és elektromos gitár
- Richard Wright – ének, zongora
- Roger Waters – basszusgitár, vokál
- Nick Mason – dob, ütőhangszerek

### Produkció
- Norman Smith – producer